# Fly
Fly е песен от албума Pink Friday на американската рапърка Ники Минаж с участието на барбадоската певица Риана.

## Видео
На 8 януари 2011 Риана пусна в нейния Twitter снимка. На снимката са снимани нея и Ники Минаж, готови за снимането на клипа. Ники Минаж добави:„Ние ще спасим света, не само по един начин с видеото и това е всичко което мога да кажа... Обичам Рири!Искам да кажа не само когато ми хваща дупето!Тя е сладко момиче!“". Видеото е пуснато на 28 август 2011 г.

## Дата на издаване
- САЩ – 30 август 2011
- Австралия – 5 септември 2011[3]

## Позиции в музикалните класации
- Австралия (ARIA) – 18[4]
- Белгия(Ultratip Flanders) – 24[5]
- Великобритания (UK Singles Chart) – 16[6]
- Ирландия (IRMA) – 15[7]
- Шотландия (Official Charts Company) – 12[8]

## Сертификации
- САЩ – Платинен[9]